# Gemeine Spinnmilbe
Die Gemeine Spinnmilbe oder Bohnenspinnmilbe (Tetranychus urticae) ist eine Art aus der Familie der Spinnmilben (Tetranychidae) innerhalb der Milben (Acari).

## Merkmale
Adulte Tiere sind bezüglich ihrer Größe abhängig von ihrem Ernährungszustand sehr variabel. Weibchen haben eine Länge von etwa 0,4 bis 0,6 mm, Männchen von 0,3 bis 0,45 mm. Die ellipsoiden, weichhäutigen Tiere haben eine konvexe Oberseite und sind unten abgeplattet. Sie haben während der Vegetationsperiode eine durchsichtige, hell- bis braungrüne Färbung mit zwei deutlichen, unscharf gezeichneten, großen dunklen seitlichen Flecken, die von den durchscheinenden Blindsäcken des Mitteldarmes gebildet werden. Vom Spätsommer bis zum folgenden Frühjahr sind die überwinternden Weibchen orangerot bis zinnoberrot gefärbt. Mit Ausnahme des sechsbeinigen ersten Larvenstadiums haben alle Entwicklungsstadien acht Laufbeine.

## Biologie

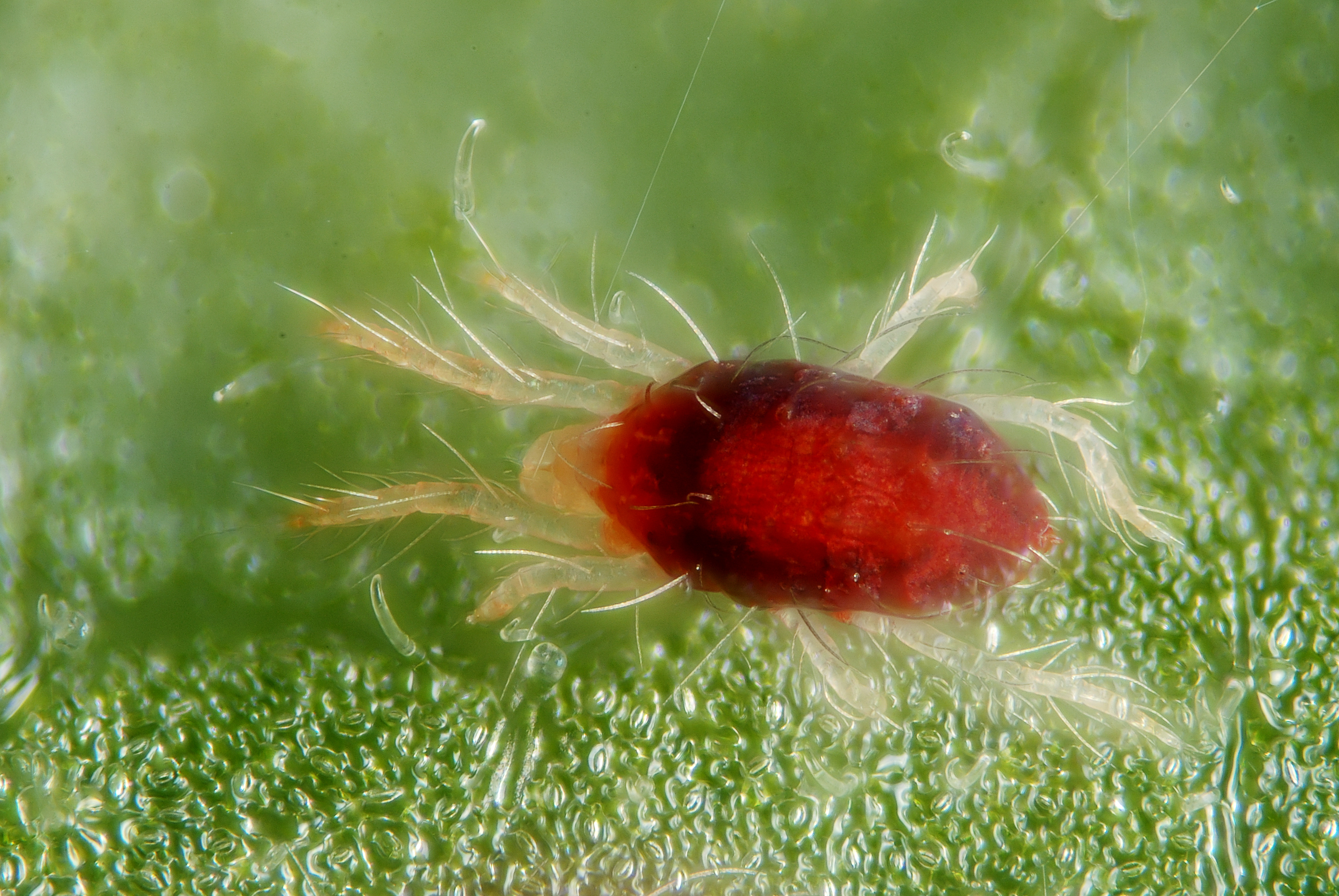
Orangeroter Phänotyp, "Winterweibchen"

Die Gemeine Spinnmilbe überwintert ausschließlich in Form der orangeroten "Winterweibchen", die ab dem Spätsommer bei abnehmender Tageslänge entstehen. Man findet sie im Winter in Kolonien an allen möglichen geschützten Plätzen wie abgefallenem Laub, an krautigen Pflanzen, unter der Rinde von holzigen Wirtspflanzen etc. Die Weibchen können auch harten Frost über längere Zeit widerstehen, so können sie Temperaturen von −15 °C einige Wochen lang überleben. Im Frühjahr beginnen die Weibchen bei steigenden Temperaturen dann wieder mit der Nahrungsaufnahme, wandeln sich in die grünlich-transparente Sommerform um und legen dann auch wieder Eier. Die daraus entstehenden Nachkommen besiedeln im Verlauf der Vegetationsperiode dann wieder ihre Wirtspflanzen. Dort entwickeln sie sich bei passenden Bedingungen schnell zu Kolonien, in denen man dann auch alle Entwicklungsstadien der Art antrifft: Aus den gelblich-transparenten, runden Eiern (Durchmesser ca. 0,13 mm) schlüpft eine sechsbeinige, maximal 0,2 mm lange, grünlich-transparente Larve. Darauf folgt eine beinlose larvale Ruhephase (Protochrysalis), aus der nach einer Häutung das erste Nymphenstadium (Protonymphe) entsteht. Ab diesem Stadium haben die Tiere acht Beine. Nach der zweiten Ruhephase (Deutochrysalis) schlüpft das zweite Nymphenstadium (Deutonymphe), aus dem nach der letzten Ruhephase (Teliochrysalis) das ausgewachsene Tier (Imago) entsteht. Die Dauer der gesamten Ontogenese beträgt temperaturabhängig etwa 10 bis 30 Tage.
Die adulten Weibchen produzieren im Laufe ihres zwei- bis fünfwöchigen Lebens etwa 50 bis 100 Eier. Welches Geschlecht sich aus dem jeweiligen Ei entwickelt, wird durch die Befruchtung festgelegt: Aus unbefruchteten Eiern, die nur einen Chromosomensatz enthalten, also haploid sind, entstehen stets haploide Männchen, während sich aus befruchteten, diploiden Eiern stets Weibchen entwickeln. Man spricht bei diesem Phänomen von Arrhenotokie. Unbegattete Weibchen produzieren folgerichtig lediglich parthenogenetisch männliche Nachkommen, während sich aus den Eiern begatteter Weibchen sowohl Männchen als auch Weibchen entwickeln können, je nachdem, ob das jeweilige Ei bei der Begattung befruchtet wurde. Aus diesen Zusammenhängen ergibt sich auch eine Selbstregulation des Geschlechterverhältnisses einer Population: Bei einem Mangel an Männchen bleiben mehr Weibchen unbegattet und produzieren demzufolge wieder mehr Männchen, während ein Männchenüberschuss in der nächsten Generation zu deutlich mehr Weibchen führt. In einer normalen Population liegt das Verhältnis von Männchen zu Weibchen in der Regel zwischen 1:3 und 3:4.
Unter guten Lebensbedingungen, d. h. bei trockenem, heißem Klima, vollzieht sich der Lebenszyklus der Gemeinen Spinnmilbe relativ schnell, so dass dann aus einem abgelegten Ei binnen etwa einer Woche wieder ein geschlechtsreifes Tier entstehen kann. Das erklärt das außergewöhnliche Wachstumspotential und die explosionsartige Populationsentwicklung der Art bei hohen Temperaturen, wie sie in Mitteleuropa manchmal im August herrschen. Dabei treten hier insgesamt normalerweise sechs bis neun Generationen pro Jahr auf.

## Wirtspflanzen und Verbreitung
Die polyphage, mit Ausnahme der Antarktis weltweit vorkommende Art ist unter den Spinnmilben jene mit der größten wirtschaftlichen Bedeutung als Schädling. In Deutschland findet man die Gemeine Spinnmilbe an etwa 90 Kulturpflanzen, darunter Wein, Bohnen, Erbsen, Gurken, Hopfen, Kartoffeln, Erdbeeren, Sonnenblumen und Obstgehölze wie Apfel, Birne, Pflaume und Stachelbeere. Weltweit werden mehr als 200 Wirtspflanzen befallen, darunter beispielsweise auch Baumwolle, Hanf, Maniok oder Soja als bedeutende Kulturen.

## Schaden und Schadbild
Die Gemeine Spinnmilbe sticht mit ihren Mundwerkzeugen von der Blattunterseite her die untere Epidermis und das Schwammparenchym bis hin zu den chloroplastenreichen Zellen des Palisadenparenchyms an, um den zuckerhaltigen Zellsaft sowie auch die Chloroplasten selbst aufzusaugen. Da sie 18 bis 22 Einstiche pro Minute vollführen kann, ist die schützende Cuticula der Pflanze stark angegriffen und dadurch ihre Schutzwirkung vor unkontrolliertem Gasaustausch reduziert. Als Folge kollabieren die Zellen relativ schnell. Es resultiert eine physiologische Reaktion der Pflanze, die zu steigender Wasseraufnahme und erhöhter Transpiration führt. Die Transpirationsrate übertrifft bald die Wasseraufnahme, so dass stark befallene Blätter langsam vertrocknen.
Auf den Blättern treten daher bei Befall zunächst kleine helle, gelblichweiße Flecken auf. Stärker befallene Blätter nekrotisieren, ändern ihre Farbe von grün zu grau- oder kupferbraun und fallen schließlich ab. Beim Hopfen wird dieses Schadbild daher „Kupferbrand“ genannt. Bei stärkerem Befall entwickeln sich zudem feine Gespinste an den Pflanzen, vor allem an den Blattunterseiten, aber auch an den Trieben.

## Fotogalerie

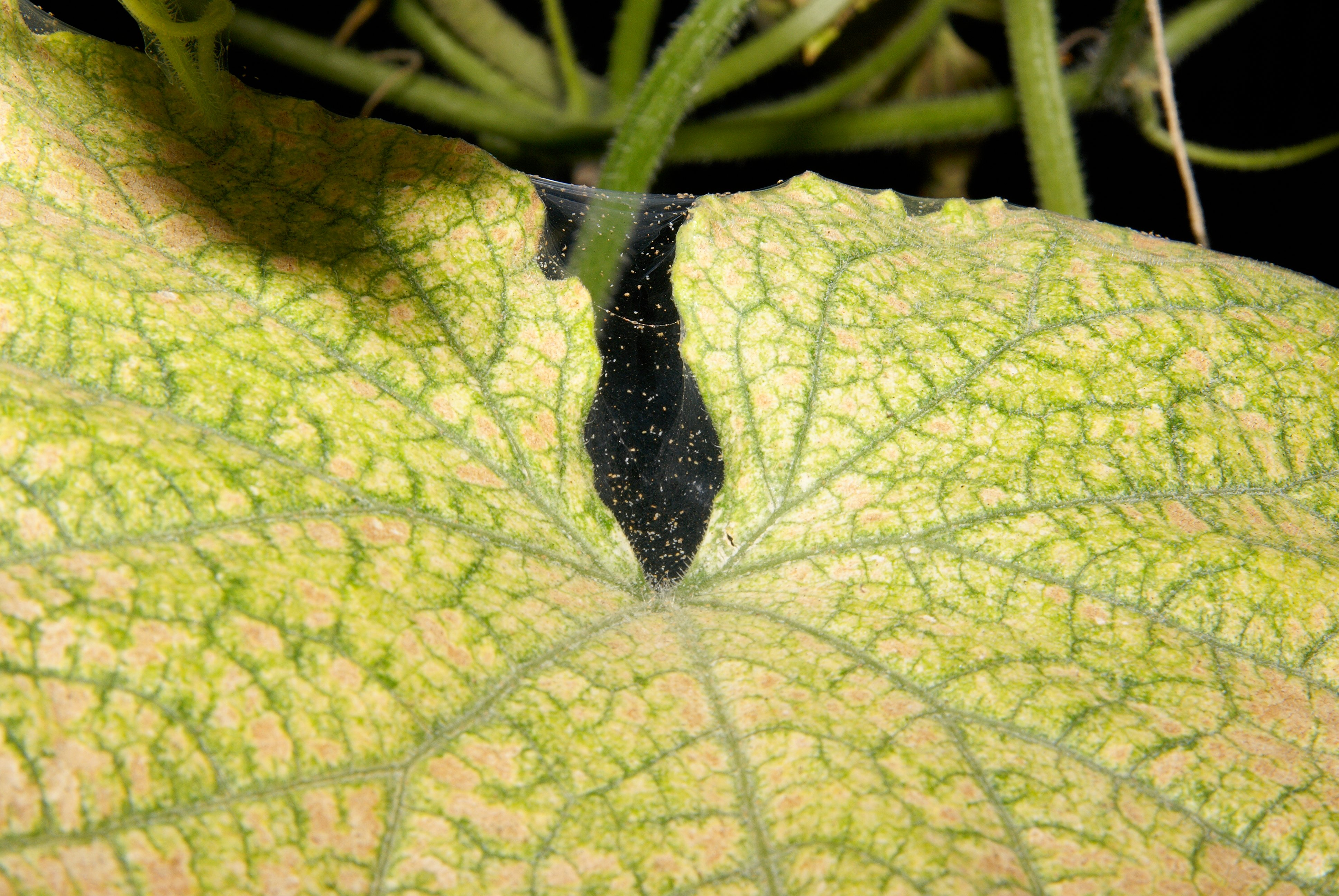
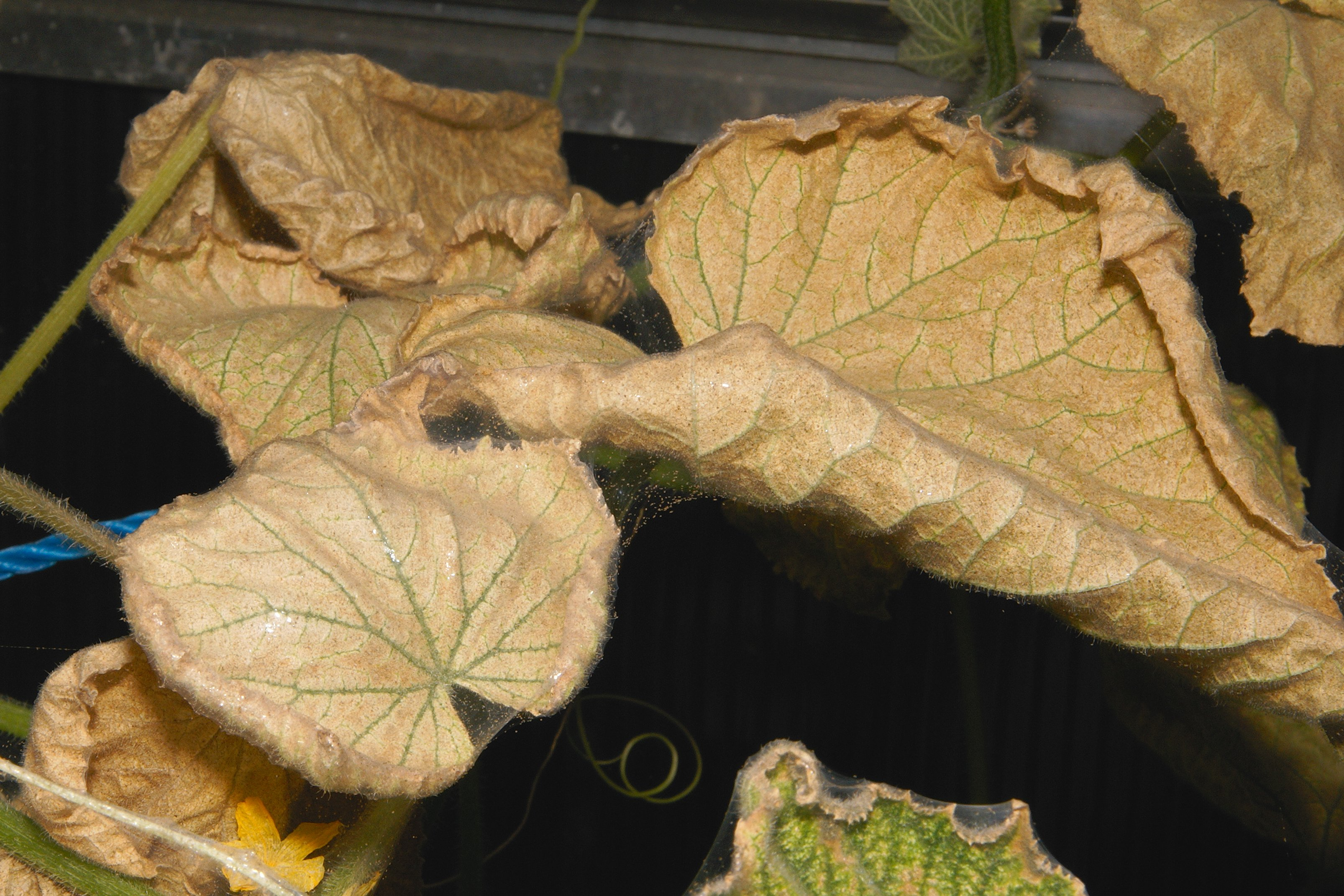
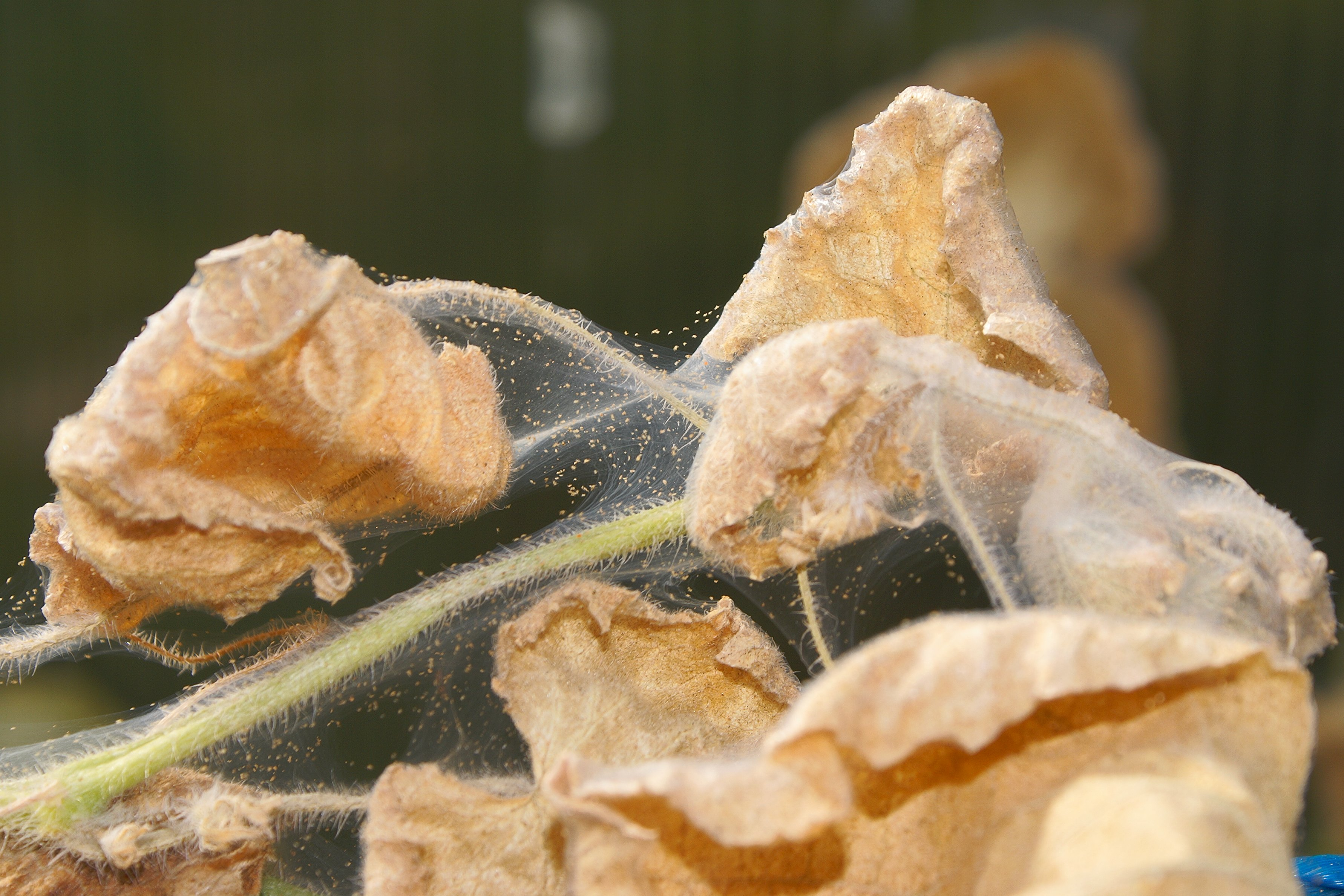

## Bekämpfung

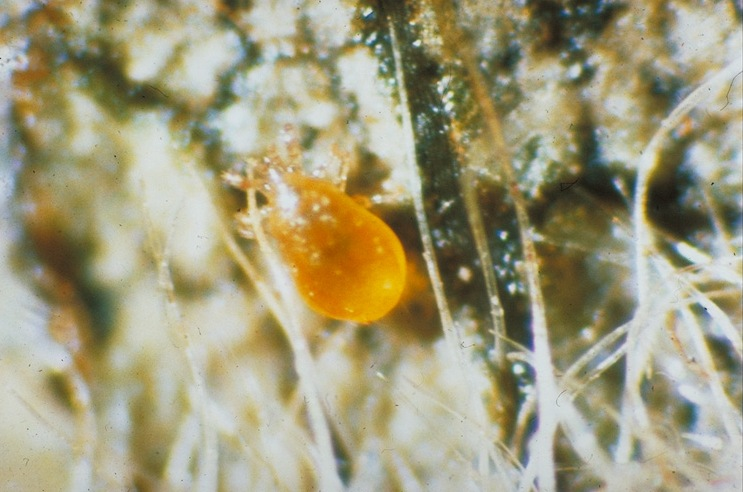
Raubmilbe Typhlodromus pyri

In vielen landwirtschaftlichen Kulturen wie auch in Gartenbau-Betrieben stellt die Gemeine Spinnmilbe ein ernstzunehmendes wirtschaftliches Problem dar. Entsprechend stehen in den meisten Ländern eine ausreichende Zahl zugelassener und wirksamer synthetischer Akarizide zur Spinnmilben-Bekämpfung zur Verfügung. Alternativ oder ergänzend können biologische Bekämpfungsformen eingesetzt werden, da die Gemeine Spinnmilbe zahlreiche natürliche Gegenspieler hat, die deren Populationsentwicklung ebenfalls einschränken können. Dies sind insbesondere Raubmilben (Phytoseiidae), Blumenwanzen (Anthocoridae), der Schwarze Kugelmarienkäfer Stethorus punctillum (bzw. außerhalb Europas andere Arten dieser Gattung) sowie Taghafte (Hemerobiidae) und Florfliegen (Chrysopidae).

## Synonyme
Bemerkenswert ist die Vielzahl der Synonyme, unter denen die Art im Laufe der Zeit beschrieben wurde:
- Tetranychus aduncus Flechtmann & Baker, 1967
- Epitetranychus aequans Zacher, 1916
- Epitetranychus alceae Oudemans, 1928
- Tetranychus althaeae von Hanstein, 1901
- Tetranychus arabicus Attiah, 1967
- Tetranychus aspidistrae Oudemans, 1931
- Tetranychus bimaculatus Harvey, 1892
- Epitetranychus caldarii Oudemans, 1931
- Tetranychus choisyae Oudemans, 1931
- Acarus cinnabarinus Boisduval, 1867
- Acarus cucumeris Boisduval, 1867
- Eotetranychus cucurbitacearum Sayed, 1946
- Tetranychus dahliae Oudemans, 1937
- Tetranychus dugesii Cano y Alcacio, 1886
- Tetranychus eriostemi Murray, 1877
- Acarus ferrugineus Boisduval, 1867
- Tetranychus fervidus Koch, 1841
- Tetranychus fici Murray, 1877
- Tetranychus ragariae Oudemans, 1931
- Tetranychus fransseni Oudemans, 1931
- Epitetranychus hamatus Zacher, 1916
- Acarus hematodes Boisduval, 1867
- Tetranychus inaequalis Targioni Tozzetti, 1878
- Eotetranychus inexspectatus Andre, 1933
- Tetranychus longitarsus Donnadieu, 1875
- Tetranychus major Donnadieu, 1875
- Tetranychus manihotis Oudemans, 1931
- Tetranychus minor Donnadieu, 1875
- Tetranychus multisetes McGregor, 1950
- Tetranychus piger Donnadieu, 1875
- Distigmatus pilosus Donnadieu, 1875
- Tetranychus plumistoma Donnadieu, 1875
- Tetranychus reinwardtiae Oudemans, 1930
- Tetranychus ricinus Saba, 1973
- Acarus rosarum Boisduval, 1867
- Tetranychus russeolus Koch, 1838
- Acarus sambuci Schrank, 1781
- Eotetranychus scabrisetus Ugarov & Nilolskii, 1937
- Tetranychus stellariae Oudemans, 1931
- Acarus telarius Linnaeus, 1758
- Acarus textor Fourcroy, 1785
- Tetranychus viburni Koch, 1838
- Tetranychus violae Oudemans, 1931
- Acarus vitis Boisduval, 1867